# Lewis Hamilton (cầu thủ bóng đá)
Lewis Emmanuel Hamilton (sinh ngày 21 tháng 11 năm 1984) là một cầu thủ bóng đá người Anh thi đấu cho Horsham.

## Sự nghiệp thi đấu
Hamilton ra mắt tại Football League cho Queens Park Rangers ở Championship sau khi vào sân từ ghế dự bị trước Burnley tại Turf Moor ngày 19 tháng 4 năm 2005.
Sau đó anh chuyển đến Aldershot Town, và Lewes, nơi anh là một phần trong đội hình vô địch Conference South 2007–08. Hamilton ký hợp đồng với Tonbridge Angels vào tháng 7 năm 2008 sau thử việc thành công. Hamilton rời Tonbridge vào tháng 12 năm 2009 và quay lại Lewes.
Hamilton ký hợp đồng với đội bóng Isthmian League Horsham đầu mùa giải 2013–14.

## Danh hiệu

### Lewes
- Vô địch Conference South: 2007–08